# Grandes opérations d'architecture et d'urbanisme
Les grandes opérations d'architecture et d'urbanisme, aussi appelées de manière plus ou moins informelle grands travaux de François Mitterrand, Grands Travaux ou encore grands projets culturels, sont un programme architectural promouvant les monuments modernes de Paris, la ville des monuments, symbolisant le rôle de la France dans l'art, la politique et l'économie pour les deux décennies de la fin du XXe siècle,. Le programme est lancé par François Mitterrand, président de la République. Les travaux civiques ont été estimés à 15,7 milliards de francs.

## Historique

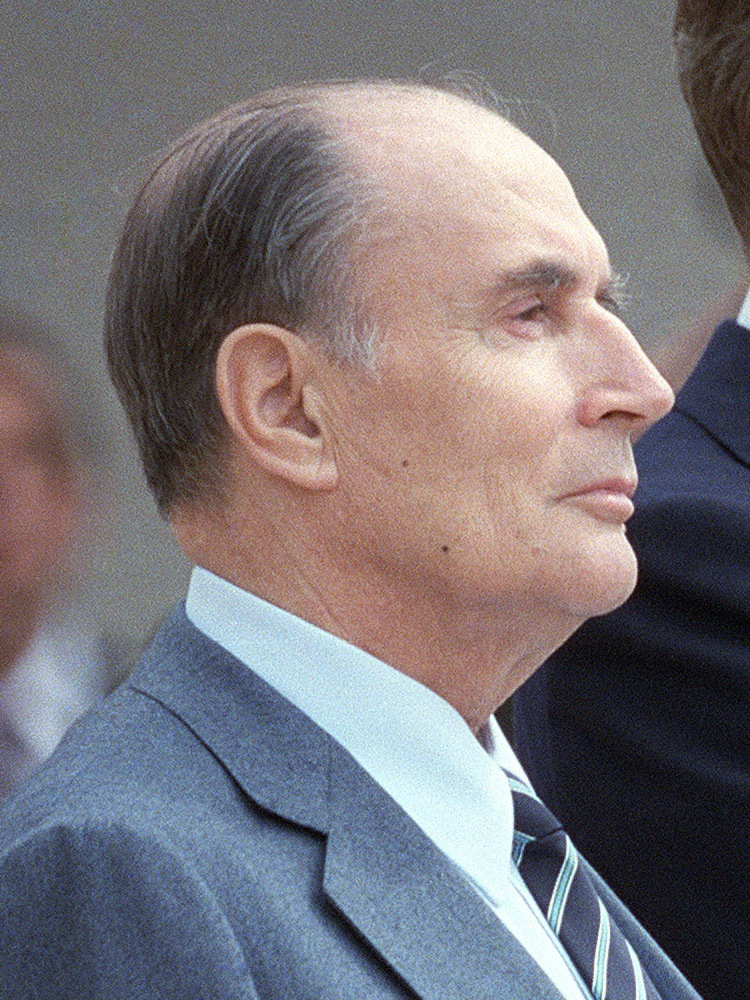
Mitterrand en 1984.

Considérés comme des éléments visibles et durables des mandats de François Mitterrand, les Grands Travaux, sont officiellement connus sous le nom de « grandes opérations d'architecture et d'urbanisme ».
Au lendemain de son élection, les médias et l'opposition s'interrogent sur le devenir de trois opérations chères à Valéry Giscard d'Estaing : le musée d'Orsay, celui de La Villette et la Tête Défense. Le 24 septembre 1981, lors de sa première conférence de presse, Mitterrand annonce les grandes lignes de sa politique culturelle, reprenant les projets de ses prédécesseurs et amorçant les siens (l'opéra Bastille, le Louvre). La présidence socialiste des années 1980 de François Mitterrand est fortement fondée sur la culture, l'une des pièces maitresses de son régime.

## Projets nationaux

### Musée d'Orsay

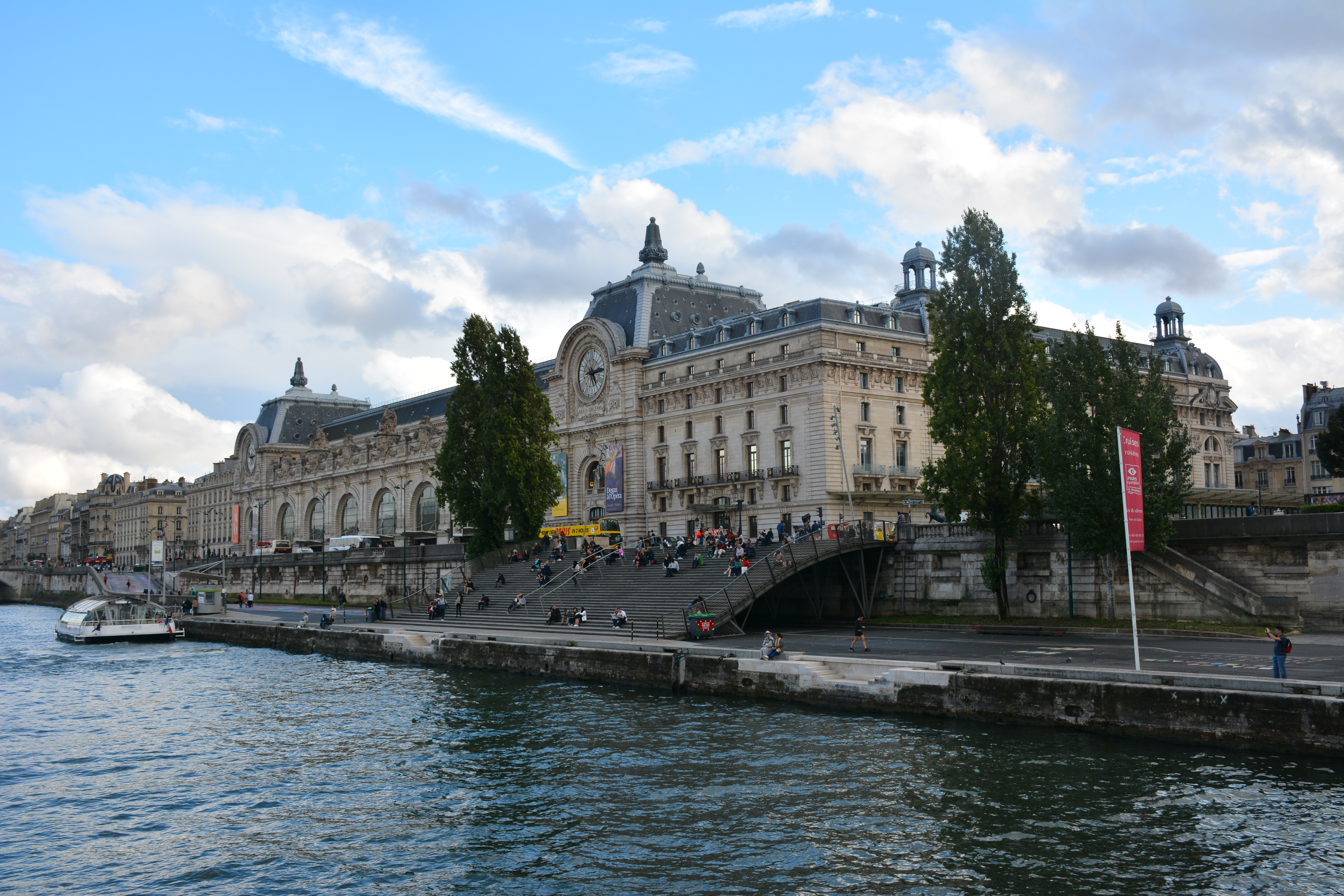
Le musée d'Orsay.

Projeté par Valéry Giscard d'Estaing, il est considéré comme le premier des grands projets de la présidence de François Mitterrand.

### Palais-Royal: Les Deux Plateaux
Cet aménagement de la cour d'honneur du Palais-Royal, achevé en 1986, est connu sous le nom  « colonnes de Buren ».

### Parc de la Villette

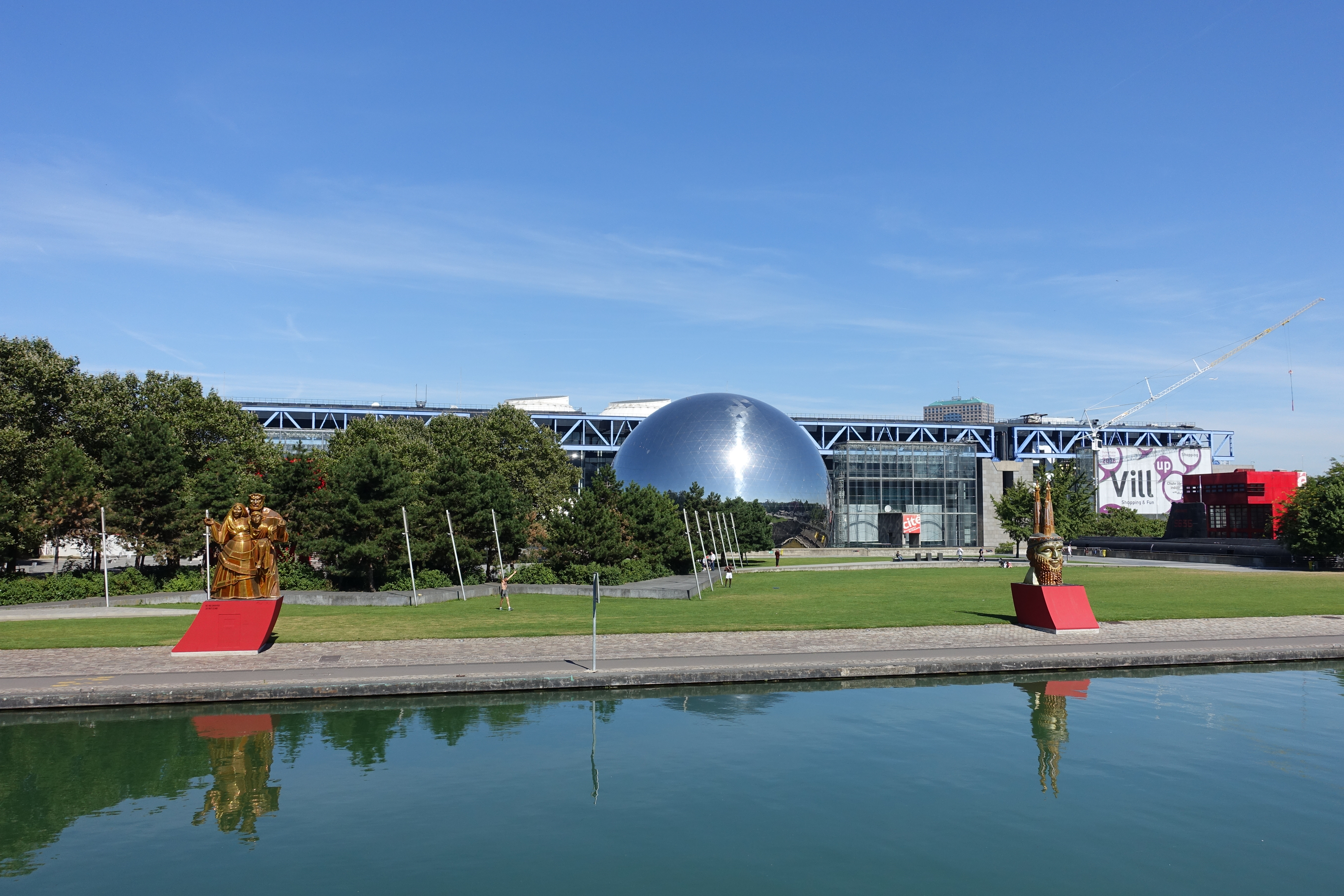
Le parc de la Villette.

Ce projet en sommeil est relancé après l'élection présidentielle de 1981 portant la gauche au pouvoir. Une salle de concerts, le Zénith, ainsi qu'une Cité de la musique s'ajoutent alors au projet d'un musée des Sciences et des Techniques. Selon l'historienne Danièle Voldman :
«  la marque socialiste s'exprime dans la volonté plus nette de rééquilibrer Paris vers l'est avec des équipements culturels de haut niveau ; en ce sens, La Villette ne se comprend pas sans l'opéra de la Bastille. »

### Grande Arche de La Défense

L'arche de la Défense.

### Grand Louvre

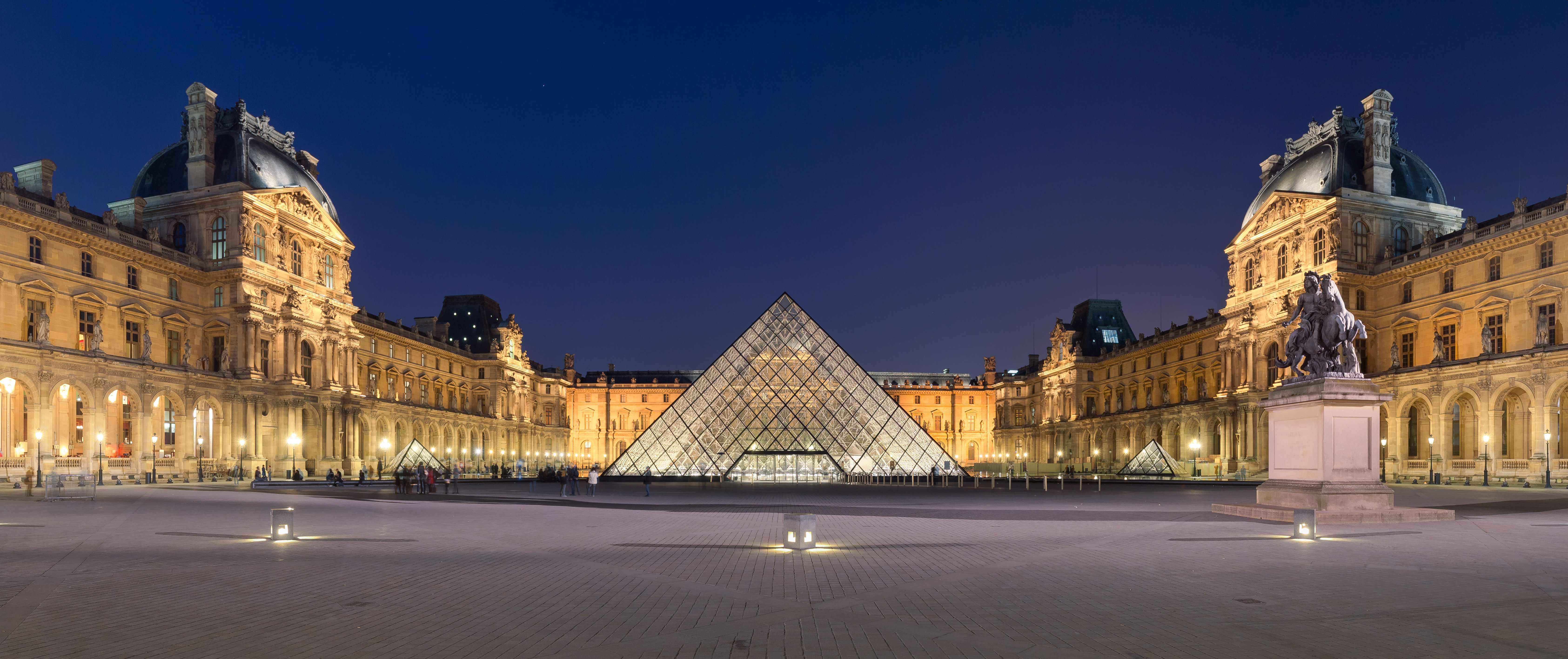
La pyramide du Louvre, perspective sur la cour Napoléon.

Au début du premier mandat de François Mitterrand, Jack Lang, ministre de la Culture, lui suggère de redonner au musée du Louvre l'aile Richelieu qui abritait alors le ministère des Finances (celui-ci sera ensuite relogé dans un nouveau bâtiment à Bercy), projet déjà envisagé par le directeur des Musées nationaux Henri Verne en 1927. François Mitterrand annonce officiellement son lancement le 24 septembre 1981. Cette décision est accompagnée d'une réorganisation des collections et d'une transformation architecturale des bâtiments. Le projet « Grand Louvre » est confié à Émile Biasini qui sélectionne l'architecte sino-américain Ieoh Ming Pei (pour la première tranche) afin de diriger les travaux qui s'étendent de 1981 à 1999. La pyramide du Louvre, conçu par Pei, a été érigée dans ce cadre.

### Institut du monde arabe
Conçu dans le but d'améliorer les relations entre la France et les pays arabes, il est inauguré le 30 novembre 1987 par le président Mitterrand.

### Opéra Bastille
Le président François Mitterrand décide en 1982 la construction d’un nouvel opéra dans Paris afin de décharger l’opéra Garnier. Il veut un opéra « moderne et populaire ». Pour les besoins de l’époque, on crée en 1983 « l’Établissement public Opéra-Bastille » (EPOB). L'ancienne gare de la Bastille est détruite en 1984 et le nouvel opéra, construit à son emplacement, est inauguré le 13 juillet 1989.

### Ministère de l'Économie et des Finances

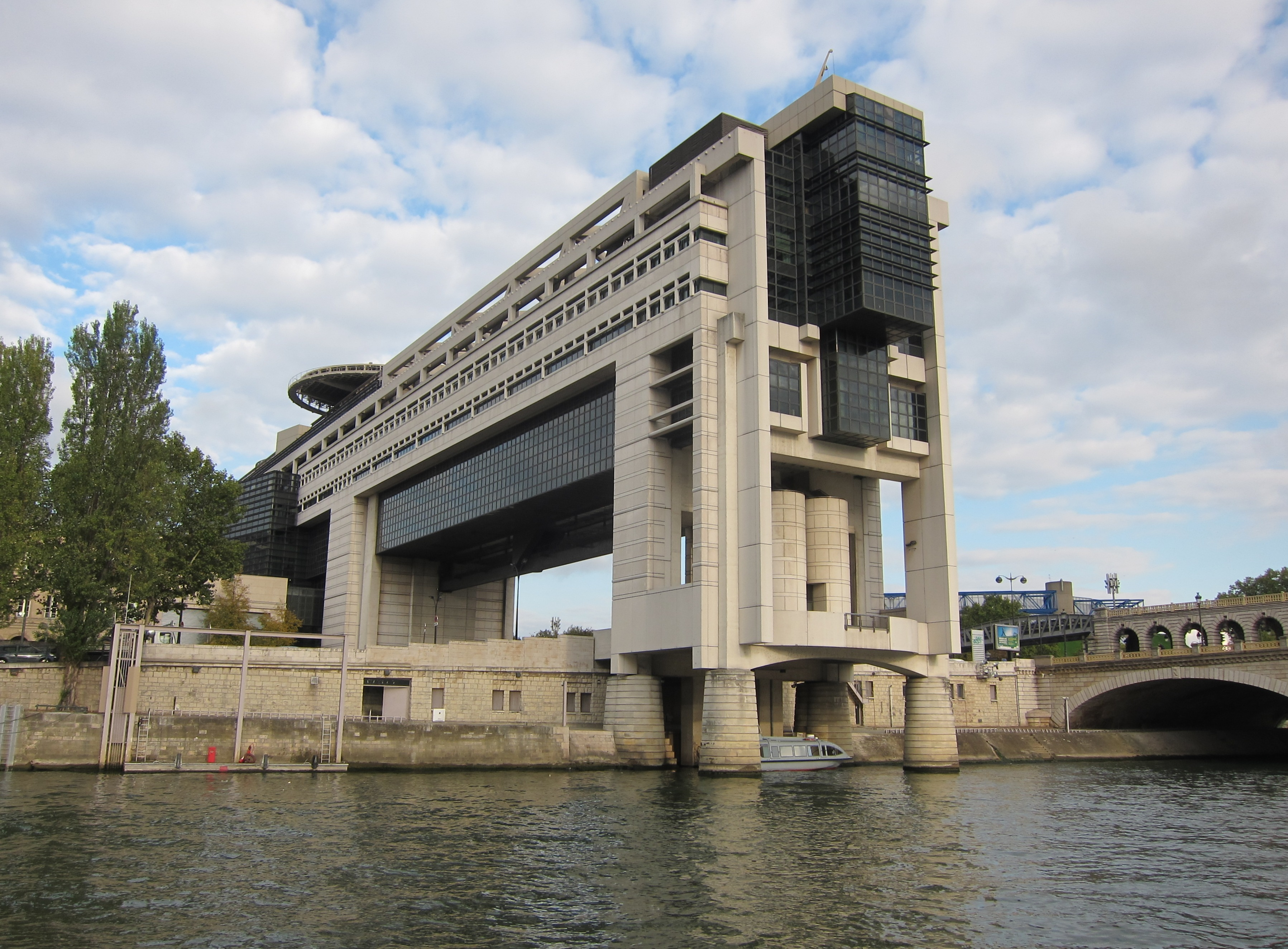
Le ministère de l'Économie et des Finances derrière le pont de Bercy, sur la Seine.

Le siège du ministère est situé à proximité immédiate du pont de Bercy dans le quartier homonyme, à Paris (12e arrondissement), dans un complexe architectural conçu par Paul Chemetov et Borja Huidobro, d'une superficie de 230 000 m2, hors œuvre, répartis sur cinq bâtiments (baptisés respectivement : « Necker », « Vauban », « Colbert », « Sully » et « Turgot »), complexe inauguré en 1988.

### Bibliothèque nationale de France

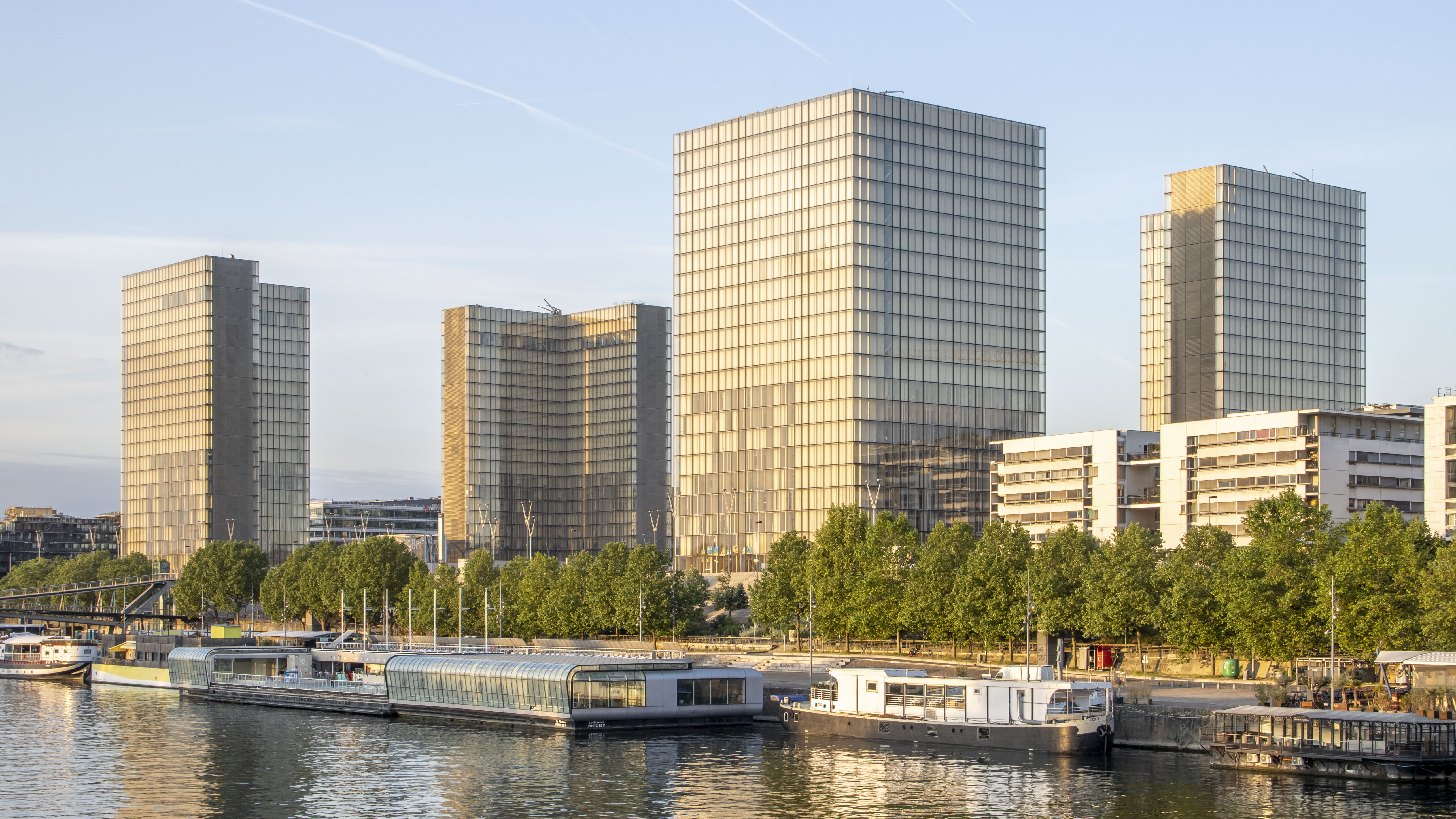
La Bibliothèque nationale de France.

La construction du site de Tolbiac de la BnF, annoncée lors de l'allocution présidentielle du 14 juillet 1988, a été achevée avec l'ouverture du haut-de-jardin le 20 décembre 1996, puis du rez-de-jardin le 8 octobre 1998.

### Musée du Conservatoire national des arts et métiers

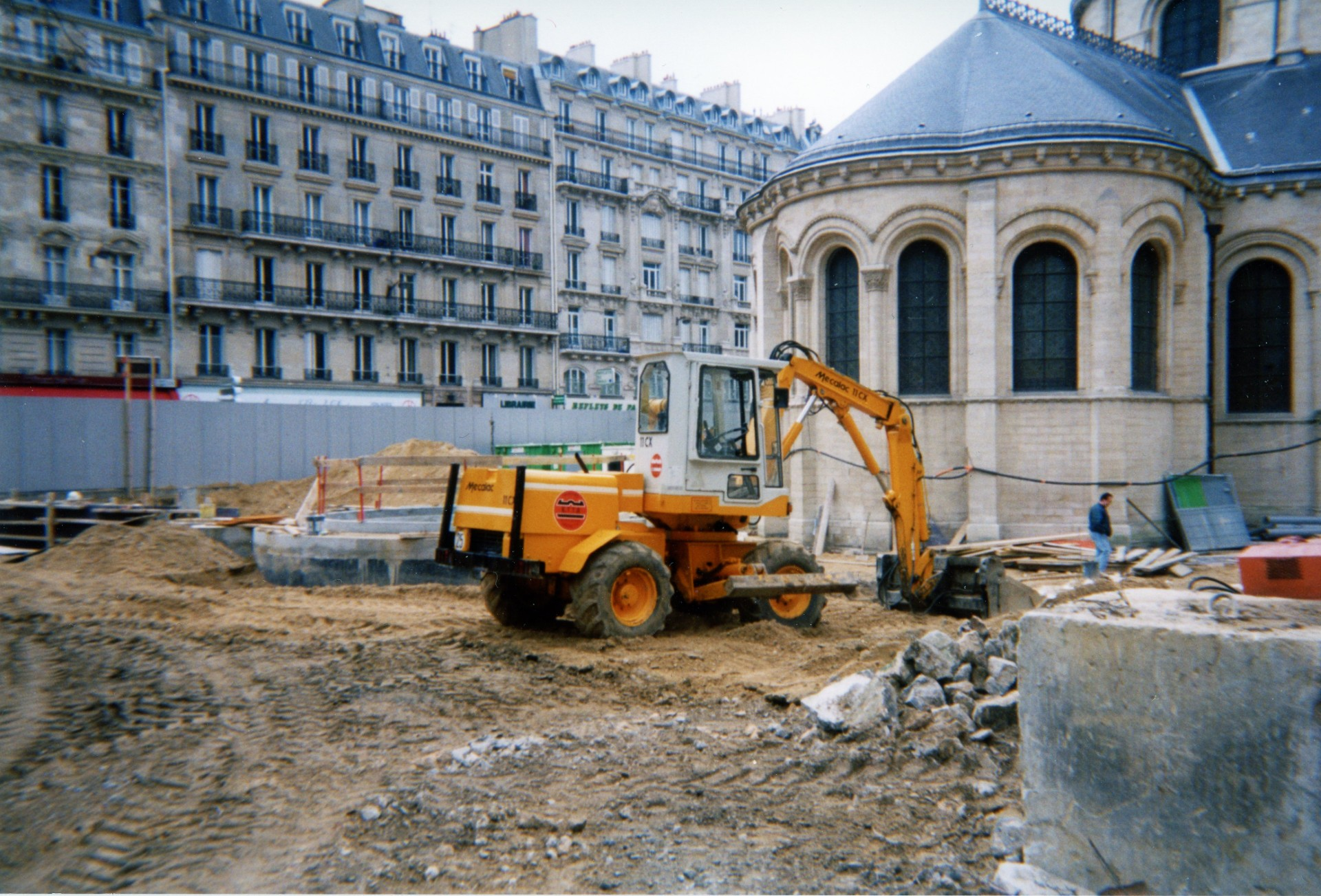
Rénovation du musée du Conservatoire National des Arts et Métiers à Paris.

Rénovation du musée du Conservatoire National des Arts et Métiers à Paris, consacré à l'histoire des sciences et des techniques, dans le cadre des Grands Travaux de l’Etat.
L'architecte de la rénovation, Andrea Bruno, propose un nouveau parcours mettant en valeur les anciens combles et une muséographie qui respecte les collections historiques et les espaces de l’ancien prieuré. Le comité scientifique du musée privilégie une approche didactique, à travers une présentation thématique et chronologique, entièrement reconstruite, autour des objets scientifiques et techniques.
Au cœur du musée des arts et métiers, un espace accueille un centre de documentation de référence sur l'histoire des sciences et des techniques, proposant un fonds d'environ 10 000 monographies et 150 abonnements à des périodiques spécialisés. Des collections de catalogues de constructeurs y sont également conservés, formant un fonds original en partie numérisé et accessible via le Conservatoire numérique des arts et métiers.

### Centre culturel Tjibaou

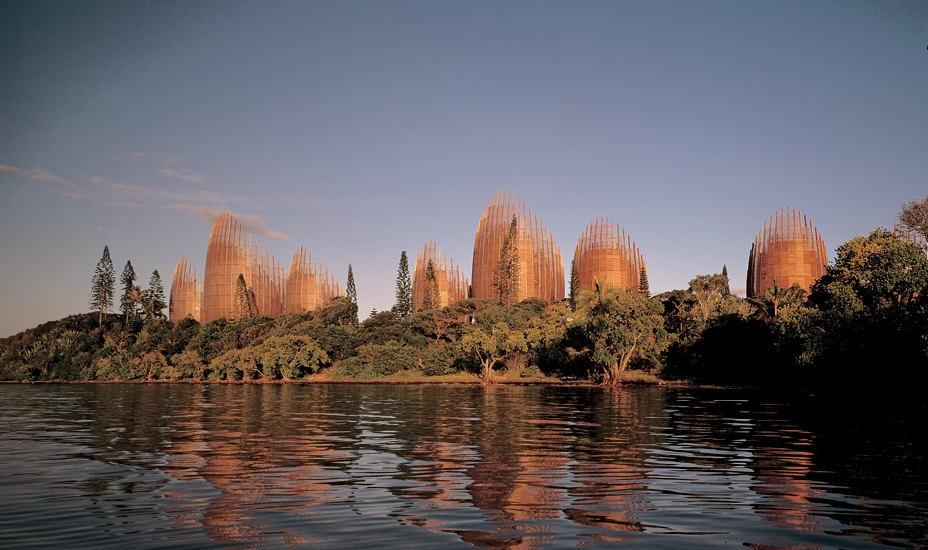
Le centre culturel Tjibaou.

Prévu dans les accords de Matignon de 1988, ce centre de la culture kanak a été édifié entre 1995 (le chantier est ouvert le 4 mars à la fin du deuxième mandat de François Mitterrand) et 1998 par l'architecte Renzo Piano (dont le projet avait été choisi en 1991) sur un terrain de huit hectares cédé à titre gratuit à l'ADCK par la ville de Nouméa le 28 novembre 1991.

## Projets en province
Dans le cadre des politiques de décentralisation culturelle, de nombreux projets sont menés en régions (classés par régions actuelles).
- Auvergne-Rhône Alpes
  - La médiathèque Jean-Jacques-Rousseau, vitrine technologique (Chambéry)
  - Le Magasin des horizons (Grenoble)
  - Le mémorial des enfants d'Izieu (Izieu)
  - La modernisation du musée des Beaux-Arts, palais Saint-Pierre (Lyon)
  - Le Conservatoire national supérieur de musique et de danse (Lyon)
  - Le Centre national du costume de scène (Moulins)
  - Le musée d'Art moderne et contemporain (Saint-Étienne)
  - La Maison du livre, de l'image et du son (Villeurbanne)

- Bourgogne-Franche-Comté
  - Le musée de la Civilisation celtique et Centre de recherche archéologique (Mont Beuvray)

- Centre-Val de Loire
  - La Maison de la magie (Blois)
  - Le Compa, conservatoire de l'Agriculture (Chartres)

- Grand Est
  - Le Zénith (Nancy)
  - Le musée d'Art Moderne et contemporain (Strasbourg)

- Hauts-de-France
  - Le Nausicaá - Centre national de la mer (Boulogne-sur-Mer)
  - L'école supérieure d'art du Fresnoy (Tourcoing)
  - La modernisation du palais des Beaux-Arts de Lille (Lille)
  - Le Zénith (Lille)
  - Le Centre des archives nationales du monde du travail (Roubaix)

- Normandie
  - Le Mémorial de Caen ou mémorial de la bataille de Normandie (Caen)
  - La modernisation du musée des Beaux-Arts (Rouen)

- Nouvelle-Aquitaine
  - La Cité internationale de la bande dessinée et de l'image (Angoulême)
  - Le musée national de Préhistoire (Les Eyzies-de-Tayac-Sireuil)
  - La Bibliothèque francophone multimédia (Limoges)
  - La Corderie royale et le jardin des Retours (Rochefort)
  - La valorisation et sauvegarde du Marais poitevin

- Occitanie
  - Le château des Nestes (Arreau)
  - L'auditorium du Corum (Montpellier)
  - Le Zénith (Montpellier)
  - Le Carré d'art (Nîmes)
  - La restauration du pont du Gard (Vers-Pont-du-Gard)

- Provence-Alpes-Côte d'Azur
  - L'École nationale supérieure de la photographie (Arles)
  - Le musée de l'Arles antique (Arles)
  - Le Dôme (Marseille)
  - Le Zénith Oméga (Toulon)

- La Réunion
  - Le musée Stella Matutina (Saint-Leu)